# Space (canción)
«Space» —[speɪs]; en español: «Espacio»— es una canción compuesta por Momcilo Zekovic e interpretada por Slavko Kalezić. Fue elegida para representar a Montenegro en el Festival de la Canción de Eurovisión de 2017 mediante la elección interna de la emisora montenegrina Radio i Televizija Crne Gore (RTCG) el 29 de diciembre de 2016.

## Festival de Eurovisión

### Festival de la Canción de Eurovisión 2017
Esta fue la representación montenegrina en el Festival de Eurovisión 2017, interpretada por Slavko Kalezić.
El 31 de enero de 2017 se organizó un sorteo de asignación en el que se colocaba a cada país en una de las dos semifinales, además de decidir en qué mitad del certamen actuarían. Como resultado, la canción fue interpretada en sexto lugar durante la primera semifinal, celebrada el 9 de mayo de 2017. Fue precedida por Bélgica con Blanche interpretando «City Lights» y seguida por Finlandia con Norma John interpretando «Blackbird». La canción no fue anunciada entre los diez temas elegidos para pasar a la final, y por lo tanto no se clasificó para competir en esta. Más tarde se reveló que el país había quedado en 16º puesto con 56 puntos.